# Eduard Ameseder
Eduard Ameseder (* 18. Oktober 1856 in Czernowitz; † 24. März 1938 in Wien) war ein österreichischer Maler.

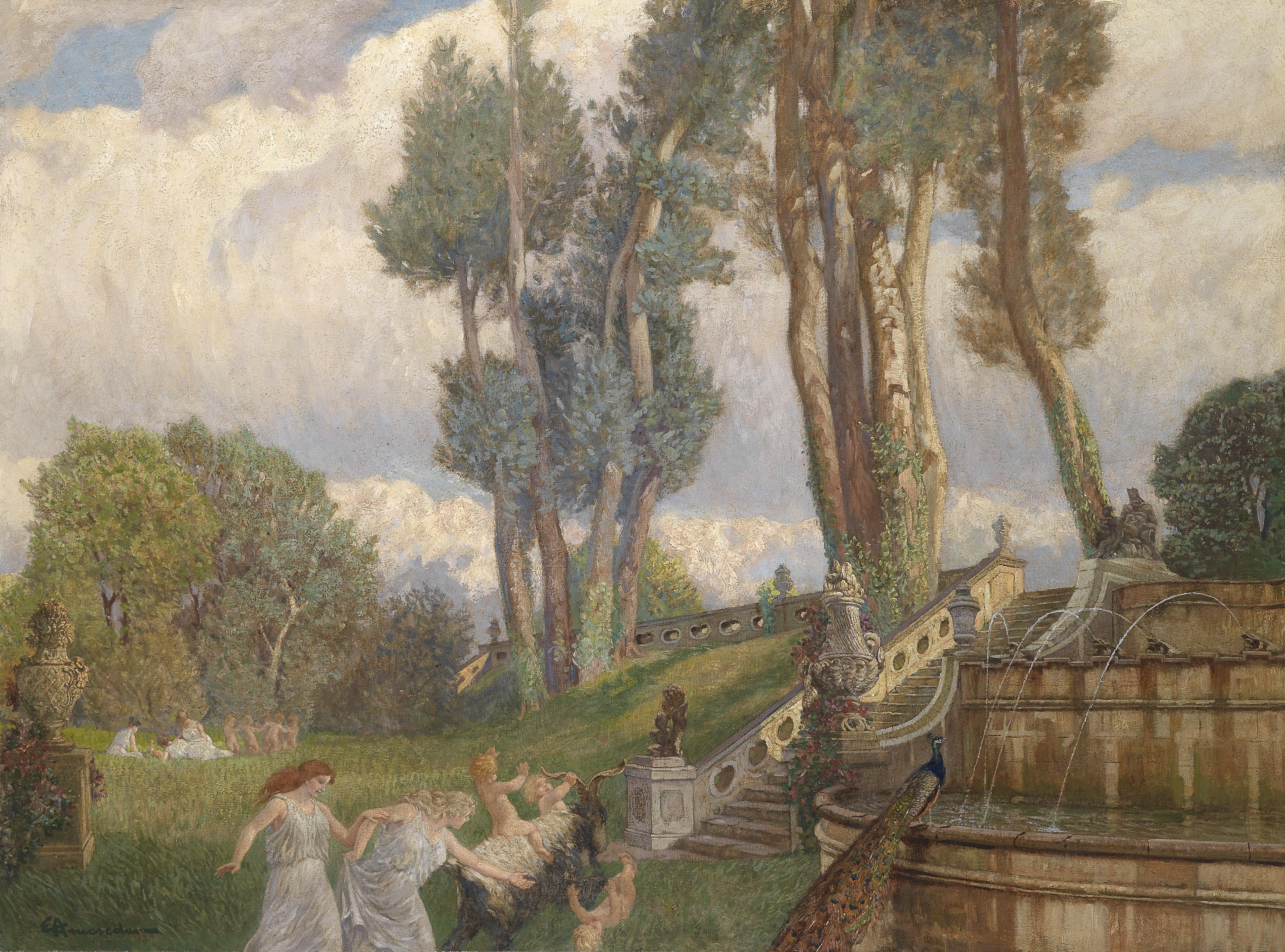
Eduard Ameseder: Spielende Kinder

## Leben
Eduard Ameseder war ein Sohn des Ingenieurs Theodor Ameseder. Seine Schulausbildung erhielt er am Gymnasium in Leutschau und der Realschule in Pancsova. Nach Erlangen der Matura besuchte er zunächst die Wiener Kunstakademie, wo er ein Schüler von Christian Griepenkerl (1876 bis 1879) und Eduard Peithner von Lichtenfels (1880 bis 1886) war. Danach bildete er sich von 1887 bis 1891 bei Gustav Schönleber in Karlsruhe weiter. Das Jahr darauf verbrachte er in München. 
Abgesehen von Reisen, die ihn unter anderem an die Nord- und Ostsee und den nördlichen Balkan führten, hielt sich Ameseder ab 1893 ständig in Wien auf. Seitdem war er Mitglied des Künstlerhauses Wien, mit einer Unterbrechung von 1900 bis 1905, während der er dem neu gegründeten Hagenbund angehörte. Auch war er korrespondierendes Mitglied der Vereinigung Bildender Künstler Steiermarks.
Ameseder malte vor allem Landschaften in impressionistischen Stil, zudem gehören Milieudarstellungen zu seinem Gesamtwerk. Er entwickelte eine individuelle Öl- und Temperatechnik, die seinen Bildern bei lasierendem Farbauftrag zu einer hohen Leuchtkraft und Farbtiefe verhalf. Gelegentlich setzte er auch die Techniken Aquarell, Gouache, Pastell und Federzeichnung ein.
Ameseder beteiligte sich mit zwei großflächigen Wandgemälden an der Ausgestaltung des Naturhistorischen Museums in Wien. Die beiden Ölgemälde, die er 1887 schuf, zeigen den ersten und vierten Saal des ehemaligen Mineraliencabinets im Augustinergang. Auf dem Bild Erster Saal des k.k. Mineraliencabinets sind neben einer Tropfsteingruppe und Salzpyramide sechs Personen, unter anderem der spätere Museumsdirektor Friedrich Martin Berwerth und zwei jüngere Geschwister von Eduard Ameseder, abgebildet. Nachdem das Bild verloren gegangen war, wurde es anhand eines von Ameseder gemalten Aquarells, das ihm als Vorlage gedient hatte, 1983/1984 in Auftragsarbeit neu angefertigt.
Ameseder arbeitete außerdem als Illustrator, Bekanntheit erlangte er durch seinen Beitrag zu dem Werk „Die österreichisch-ungarische Monarchie in Wort und Bild“.
Er war mit der aus Wien stammenden Malerin Laura Amanda Ameseder-Rohrwasser (1856–1919) verheiratet. Sie studierte an der Kunstgewerbeschule des Österreichischen Museums Wien und malte vorwiegend Stillleben mit Blumen und Obst, aber auch einige Landschaften.

## Werke (Auswahl)

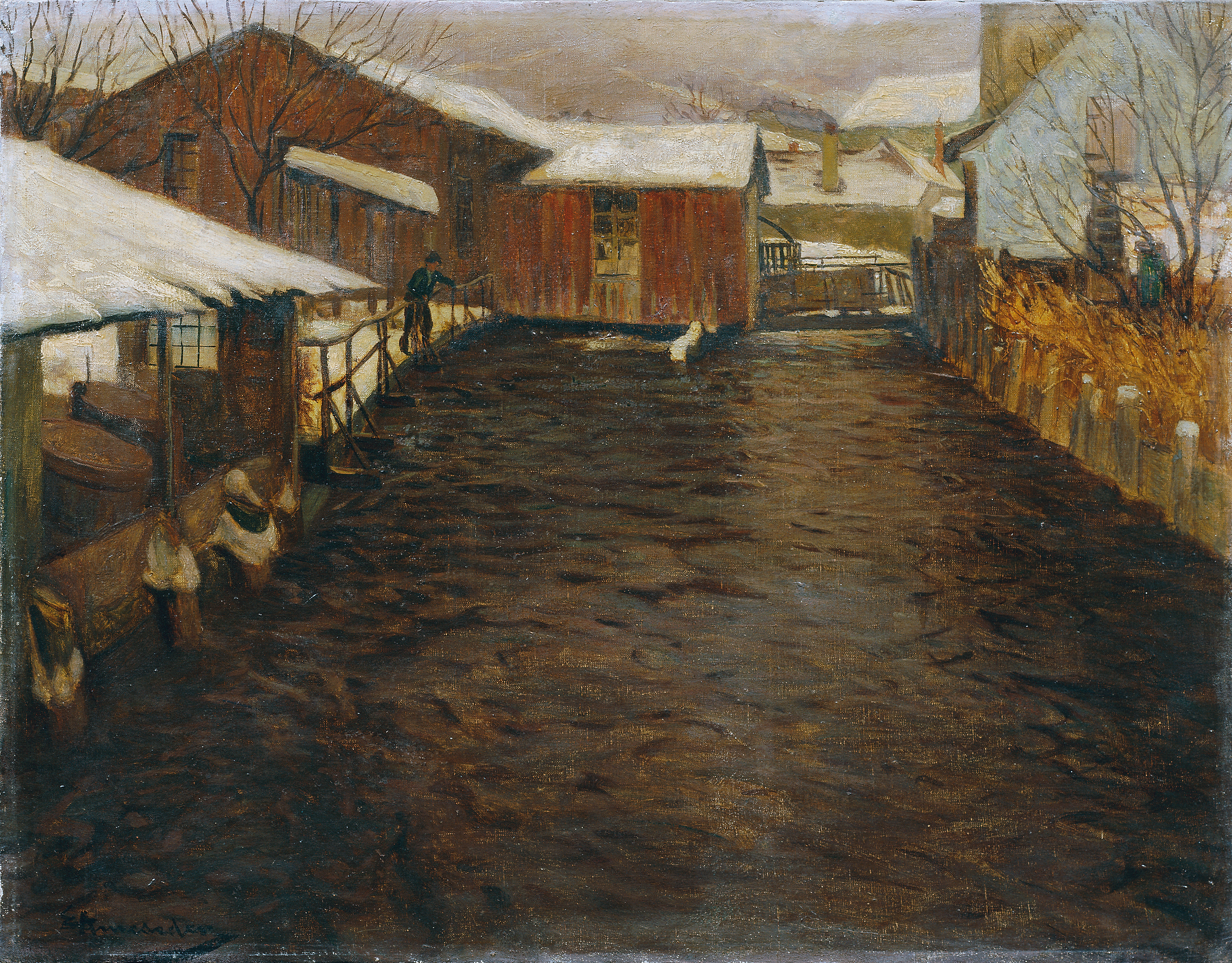
Winter (um 1908)

- In der Schlucht, 1885, Federzeichnung
- Erster Saal des k.k. Mineraliencabinets, 1887, Neuanfertigung 1983/1984 durch Fahrid Sabha nach Verlust, Naturhistorisches Museum Wien
- Seestück, 1891, Öl auf Leinwand
- Niederösterreichische Baumlandschaft, 1902, Tempera auf Leinwand, 136,3 × 115,2 cm, signiert „E. Ameseder“, Österreichische Galerie Belvedere (1902 Ankauf Hagenbund)
- Italienische Stadt am Meer, 1905, Öl auf Leinwand, 38,8 × 53,6 cm, signiert „E. Ameseder“, Österreichische Galerie Belvedere (2020 Legat Sammlung Maurer)
- Spinnerinnen, 1908, Gouache
- Winter, um 1908, Tempera auf Leinwand, 73 × 93,5 cm, signiert „E Ameseder“, Österreichische Galerie Belvedere (1909 Ankauf Künstlerhaus)
- Ernte und Geschirrmarkt in Gmünd, 1909, Aquarell
- Fahrendes Volk, 1909, Pastell
- Bauernhof in Niederösterreich, um 1914, Aquarell auf Papier auf Karton, 40 × 50,5 cm, signiert „E Ameseder“, Österreichische Galerie Belvedere (1915 Ankauf Künstlerhaus)
- Das alte Ratzenstadl, 1919, Gouache
- Chioggia, 1924, Pastell
- Der Daisenhof, 1927, Tempera

## Auszeichnungen
- 1899: Kleine Goldene Staatsmedaille
- 1898, 1908, 1910: Drasche-Preis
- 1904: Bronzemedaille, Weltausstellung in St. Louis
- 1909: Graf-Oppersdorf-Preis
- 1910: Silbermedaille, Internationale Ausstellung in Buenos Aires
- 1936: Professorentitel und Goldene Jubiläumsmedaille des Künstlerhauses[3]